# Estación Juan Jorge
Juan Jorge es la estación de ferrocarril del paraje de Juan Jorge, Provincia de Entre Ríos, República Argentina. 

## Servicios
Se encuentra precedida por la Estación Liebig y le sigue la Estación Martiniano Leguizamón